# Топливно-энергетический комплекс Санкт-Петербурга
АО «Топливно-энергетический комплекс Санкт-Петербурга» (сокращённое наименование — АО «ТЭК СПб») — крупнейшая теплоэнергетическая компания Санкт-Петербурга.

## Описание
В ведении АО «ТЭК СПб» находится 276 котельных, которые обеспечивают теплом около 3 миллионов жителей Северной столицы. Тепло и горячая вода поступают в 16 тысяч зданий, в том числе более 8 тысяч домов, 1,5 тысяч зданий социально-бытового назначения — больницы, школы, детские сады, производственные объекты. АО «ТЭК СПб» имеет самую мощную систему тепловых сетей в Северо-Западном регионе России — около 4800 км. Из них 61 % — сети от теплоисточников предприятия, а 4 % — от ведомственных теплоисточников.
Диаметр самой крупной магистрали составляет 140 см.
Большая часть тепловых сетей построена методом подземной бесканальной прокладки с тепловой изоляцией из армопенобетона. В последнее время при ремонте, замене и строительстве коммуникаций использовались трубы в пенополиуретановой (ППУ) изоляции, сокращающие теплопотери. С 2010 года при строительстве и реконструкции теплотрасс компания начала широко внедрять новый тип пластиковых труб из сшитого полиэтилена, армированного высокопрочными нитями арамидного волокна (Изопрофлекс), а также гофрированные трубы из нержавеющей стали с изоляцией из пенополиизоцианурата (Касафлекс). Коррозийностойкие материалы позволят увеличить срок службы трубопроводов до 50 лет и улучшить качество горячей воды.
Структуру компании составляют 3 территориально-производственных и 3 вспомогательных филиалов, а также органы централизованного управления и ведомственная база отдыха «Силандэ». Вся собственность предприятия является государственной собственностью Санкт-Петербурга.
В компании трудится около 8,5 тысяч человек.

## История
1938 год. Учреждение Топливно-энергетического управления Ленгорисполкома (ТЭУ) 17 июня 1938 года. В ведении ТЭУ находятся вопросы, связанные с обеспечением города топливом и электроэнергией.
1941—1945 год. Топливно-энергетическое управление работает в режиме оперативного органа. Управлением решаются жизненно важные вопросы обеспечения топливом городских зданий и предприятий в условиях военного времени и блокады. По окончании войны ТЭУ в предельно сжатые сроки проводятся работы по восстановлению разрушенного хозяйства и обеспечению стремительно возраставшей потребности города в теплоэнергии.
1962 год. Передача Топливно-энергетическому управлению Дирекции квартальных котельных и тепловых сетей. Данное событие определило стержневое направление дальнейшей работы ТЭУ — строительство и эксплуатация теплоисточников и тепловых сетей. ТЭУ начинает проводить активную работу по автоматизации и диспетчеризации котельных.
1979 год. ТЭУ преобразовано в Главное Топливно-энергетическое управление (ГлавТЭУ), централизованно управляющее всеми источниками теплоснабжения города. Позднее, в 1990 году на базе ГлавТЭУ создается территориально-производственное объединение «Ленинградский топливно-энергетический комплекс» (ЛенТЭК).
1993 год. Зарегистрировано государственное предприятие «Топливно-энергетический комплекс Санкт-Петербурга», которое явилось прямым правопреемником ТПО «ЛенТЭК».
2000 год. Распоряжением Комитета по управлению городским имуществом города ГП «ТЭК» переименовано в государственное унитарное предприятие «ТЭК СПб». Основная задача предприятия остается неизменной — обеспечивать стабильную работу и развитие системы теплообеспечения Санкт-Петербурга.
3 марта 2025 года. ГУП «ТЭК СПб» реорганизовано в форме преобразования в акционерное общество «ТЭК СПб» (письмо генерального директора № 01-14/142).

## Структура
Структуру «ТЭК Санкт-Петербурга» образуют 2 функциональных подразделения:
- Филиал энергоисточников — включает в себя 70 крупных теплоисточников, каждый из которых снабжает тепловой энергией целые городские районы и кварталы. Объединяет 206 малых теплоисточников с присоединенными к ним теплопроводами, в зоне обслуживания которых находятся одно или несколько зданий.
- Филиал тепловых сетей — включает в себя тепловые сети крупных котельных АО «ТЭК СПб» со всем находящимся на них оборудованием (ЦТП, ИТП, ПНС). Филиал также контролирует параметры качества тепловой энергии.

Также в состав «ТЭК Санкт-Петербурга» входят следующие вспомогательные подразделения:
- Филиал «Производственное объединение специальных машин и механизмов» (ПОСММ) — предоставляет транспортные средства для обслуживания и ремонта тепловых сетей, ЦТП и котельных. Автопарк объединения насчитывает 489 единиц спецтехники, в том числе легковые машины и автобусы, грузопассажирский транспорт и грузоподъемные механизмы, бортовые и аварийные машины, автокраны и бортовые шаланды, контейнеровозы и мазутовозы, экскаваторы, откачки и барные установки, илососная, каналопромывочная и самосвальная техника.
- Дирекция по перспективному развитию — занимается оформлением технологического присоединения новых абонентов к теплосетям АО «ТЭК СПб» по принципу «одного окна» — от приема заявки до выдачи разрешения на присоединение.
- Филиал «Энергосбыт» — работает с абонентами предприятия по действующим договорам теплоснабжения.

Кроме того, предприятие имеет ведомственную базу отдыха «Силандэ».
Вся собственность АО «ТЭК СПб» является государственной собственностью Санкт-Петербурга.